# Pseudorchestoidea meridionalis
Pseudorchestoidea meridionalis is een vlokreeftensoort uit de familie van de Talitridae. De wetenschappelijke naam van de soort is voor het eerst geldig gepubliceerd in 1954 door Schuster.